# Emil Nolde
 Der er for få eller ingen kildehenvisninger i denne artikel, hvilket er et problem. Du kan hjælpe ved at angive troværdige kilder til de påstande, som fremføres i artiklen.

Emil Nolde eller Hans Emil Hansen (født 7. august 1867, død 13. april 1956) var en tysk kunstner med dansk-frisiske rødder. 
Emil Nolde blev født i 1867 som Hans Emil Hansen i den sønderjyske landsby Nolde i nærheden af Tønder. Senere tog han navnet på sit fødested til sig. Hans far, Niels Hansen, kom fra en frisisk landsby ved Nibøl og talte nordfrisisk, mens hans mor, Christine f. Hansen, talte sønderjysk. Nolde blev uddannet som træskærer og designer i Flensborg. Efter læretiden i Flensborg rejste han meget og kom blandt andet til Kina og Japan. Emil Nolde blev efter et ophold i København i 1900/01 gift med skuespillereleven Ada Vilstrup, som han var gift med til hendes død i 1946. Ægteparret boede dengang på Als om sommeren og i Berlin om vinteren, hvor de mødte andre tyske kunstnere. I disse år malede Nolde især religiøse motiver. Nolde var i årene 1906-07   medlem af kunstnergruppen Die Brücke (Broen).
I årene 1913 og 1914 deltog Nolde og Ada sammen med to læger og en sygeplejerske i en tysk ekspedition til Ny Guinea. Rejsen gik over Sibirien, Kina og Japan, og ekspeditionen opholdt sig et halvt år på Ny Guinea.
Fra 1916 til 1926 boede parret i Ubjerg ved Tønder og i 1926 flyttede de til Søbøl (på tysk Seebüll) i Nordfrisland, Sydslesvig syd for den danske grænse. Med grænseflytningen i 1920 blev Nolde dansk statsborger. Det forblev han resten af livet.
På trods af Noldes store sympatier for nazismen og hans medlemskab i det nordslesvigske NSDAP erklærede nazisterne hans kunst som entartet (på dansk degenereret). Han blev pålagt maleforbud i 1941. Nolde turde ikke male oliemalerier, fordi farverne kunne lugtes. I stedet malede han akvareller, som vi kender som de umalede billeder. Den tyske forfatter Siegfried Lenz har beskrevet denne periode i Emil Noldes liv i romanen Tysktime.
Ada Nolde døde i 1946. Emil Nolde giftede sig igen to år efter med Jolanthe Erdmann. Han døde i 1956 og blev begravet i villaens have i Søbøl. 
Villaen i det sydslesvigske Søbøl (Seebüll) blev i 1957 omdannet til et museum udelukkende for hans kunst. Emil Nolde er i dag kendt for sine farvestrålende malerier og akvareller. Han er en af de største tyske ekspressionistiske malere.
- Noldes hus, der i dag udgør en del af museet i Søbøl
- Noldes grav i haven ved hans hus
- Skilt ved Emil Noldes fødehjem, der brændte i 1943
- Emil Noldes (Hans Emil Hansen) fødsels- og dåbsattest fra Burkal sogn 1867